# ОШ „Вук Караџић” Житковац
ОШ „Вук Караџић” у Житковцу је једна од установа основног образовања на територији општине Алексинац. Школа је добитник Светосавске награде за изузетне резултате у области образовања и васпитања за 2019. годину.

## Историјат
Школа у Житковцу је подигнута 1911. године, највише заслугом свештеника Лазе Мартиновића, тадашњег народног посланика Станка Петровића, Њ. В. Краља Петар I Карађорђевића, Општине овога села... Школа је имала две учионице, предсобље и канцеларију, а стан за учитеља имао је две собе, кујну и предсобље. Ђаци из Житковца, који су до тада школу похађали у суседној Прћиловици, у ову школу су кренули почетком школске 1912/13. године код учитеља Светолика Б. Јанковића, родом из Грејача. Због избијања рата са Турцима ова школска година већ у октобру била је прекинута. 
Рад у школи настављен је почетком школске 1913/14. године. Школа је током рата претпела велика оштећења. Зграда је након рата реновирана. Са радом се кренуло 10. јануара 1919. године. Дана 1. јануара 1922. године извршена је деоба између школа у Житковцу и Доњем Сухотну. Одвајање ове школе почело је још 30. јануара 1919. године када је управитељ школе у Житковцу добио обавештење да се Општина Доњо Сухотничка одвојила од Општине Житковачке.
У току школске 1922. године у дворишту школе подигнута је шупа и летња кујна. Број ученика и одељења је варирао током година, тако да је школа имала од једног до четири одељења у појединим периодима. Пред почетак школске 1955/56. године Народни одбор среза Ниш доноси решење бр. 9897 од 30. августа 1955. године о спајању четворогодишње основне школе и Ниже реалне гимназије у осмогодишњу школу. Школа је обухватила ученике нижих разреда из Житковца и ученике виших разреда из околних села.

## Jединствена осмогодишња школа у Житковцу
Решењем Одсека за школство  Народног одбора општине Житковац од 24. маја 1957. године, у Житковцу је образована јединствена осмогодишња школа. Школа је настала припајањем четворогодишњих основних школа у Прћиловици, Моравцу, Лужану, Нозрини и Горњем Сухотну. Једпнствена осмогодишња школа почиње своју прву школску годину у условима где још увек нису сви разреди, нижи и виши, у једној згради. При том свим школским зградама у истуреним одељењима биле су неопходне поправке и набавка основног инвентара али и наставних средстава. Општина Житковац која је финансирала поправке школских зграда имала је током 1957. године велике издатке реконструишући зграде старе школе у Житковцу, као и зграду у којој се школа налази и данас. 
Пошто је школски простор за извођење редовне наставе био прилично скучен, те се неминовно постављао проблем простора, извршена је 1958. године доградња спрата и добијено је: 11 учионица, 2 кабинета и два простора за радионицу, као и 3 канцеларије (директора школе, секретара и зборница за наставнике и учитеље).
Крајем 1962. године Осмогодишња основна школа у Житковцу добила је назив „Вук Караџић”, са одвојеним одељењима у Моравцу, Прћиловици, Нозрини, Лужану и Горњем Сухотну. 
Године 1969. уз ангажовање и материјалну помоћ МЗ Житковац, Друштвено – политичке заједнице Општине, Заједнице образовања, наставника школе и ђачких родитеља у продужетку школске зграде подигнута је фискултурна сала у површини око 250 м². У исто време прибављени су и најпотребнији реквизити за успешно извођење физичког и здравственог васпитања, а 1970. године уз помоћ Дечије заштите, Заједнице образовања и Општинских органа, као и школе, подигнута је модерна ђачка кухиња, у чијем склопу је и Забавиште за предшколску децу, као прво забавиште на подручју општине изван Алексинца. 